# Grjngo
Grjngo è un canale televisivo in streaming di tipo tematico. Grjngo offre  film western, dai western classici americani di metà Novecento, restaurati e colorizzati, ai Spaghetti western, ai red western prodotti dalla DDR, ai Western revisionisti e alle serie TV, è presente nelle piattaforme FAST come Samsung TV Plus, Rakuten TV e LG Channels.

## Storia
Grjngo viene lanciato nel 2019 e già nell'ottobre dello stesso anno supera le duecentocinquantamila sottoscrizioni nel suo canale. Nei primi mesi del 2020 supera il mezzo milione di sottoscrizioni. Nell'ottobre 2020 viene lanciato il canale Grjngo nella piattaforma Roku, visibile in Nordamerica.
All'inizio del 2021 Grjngo arriva a un milione di sottoscrittori su YouTube. Successivamente viene reso disponibile in Germania su Amazon Prime Video e Roku. A metà 2022 viene siglato un accordo con Leonine Studios per la distribuzione di alcuni film western.
Nel settembre 2022 Grjngo lancia il suo canale lineare nella piattaforma Samsung TV Plus in Brasile. Nel 2023 debutta nelle piattaforme FAST in Europa : in aprile nel Regno Unito, in giugno in Italia, ad agosto nei Paesi Bassi, a settembre in Messico, a novembre in Belgio. Nell'ottobre 2024 arriva anche in Francia.
Dal novembre 2024 Grjngo è disponibile nella piattaforma TLCtv+ in America Latina e nella piattaforma Sling Freestream visibile negli Stati Uniti d'America.

## Filmografia in italiano
- Ombre rosse
- Il prigioniero della miniera
- La strage del 7º Cavalleggeri
- Lungo il fiume rosso
- I tre del mazzo selvaggio
- La notte senza legge
- Non aspettare Django, spara
- La valle dei bruti
- L'assalto di Kansas Pacific
- I due volti della vendetta
- Come vinsi la guerra
- Kidnapping! Paga o uccidiamo tuo figlio
- Il ponte dei senza paura
- Le quattro facce del West
- Rimase uno solo e fu la morte per tutti
- I predoni della città
- L'uomo, l'orgoglio, la vendetta
- I pascoli dell'odio
- Giubbe rosse
- Le colline blu
- Texas addio
- Terra nera
- L'avamposto degli uomini perduti
- Lungo il fiume rosso
- Il venditore di morte
- Il suo nome è qualcuno
- Se sei vivo spara
- L'uomo del sud
- Il tempo degli avvoltoi
- I vigliacchi non pregano
- Custer eroe del West
- L'ultima conquista
- Un minuto per pregare, un istante per morire
- L'agente speciale Pinkerton
- Ciccio perdona... Io no!
- La cavalcata della vendetta
- Thompson 1880
- La battaglia di Fort Apache
- E continuavano a fregarsi il milione di dollari
- Pistole puntate
- Il momento di uccidere
- Uno sceriffo tutto d'oro
- Vamos a matar compañeros